# Bahía Chaleur
La bahía Chaleur (en francés: Baie des Chaleurs, que literalmente significa bahía de los Calores) es una pequeña bahía localizada en la costa occidental del golfo de San Lorenzo, al sur de la península de Gaspesia. Administrativamente, el litoral norte pertenece a la provincia de Quebec y el sur a la de Nuevo Brunswick.
El nombre le fue dado por el explorador francés Jacques Cartier debido a la neblina que la cubría cuando el descubrimiento, que le dio la impresión de que el agua estaba caliente. Los micmacs llaman a la bahía Mowebaktabaak, que significa «gran bahía».
- Datos: Q1059646
- Multimedia: Chaleur Bay / Q1059646